# Sedimenti oceanici

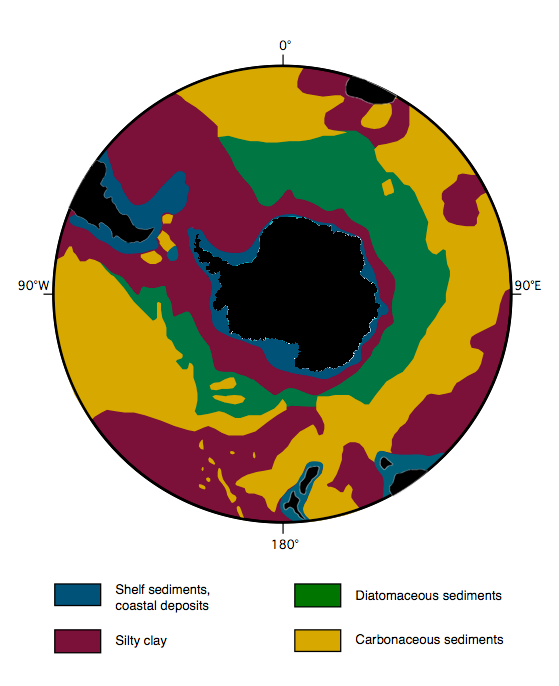
Distribuzione dei sedimenti oceanici nell'area antartica. Indicati in rosso, verde e giallo.

I sedimenti oceanici sono un accumulo di materiale solido sul fondo dei bacini oceanici. Questi sedimenti possono avere origine diversa: possono essere minerali, organici o di natura chimica.
I sedimenti terrigeni, di origine minerale, sono costituiti da materiali provenienti dall'erosione di rocce continentali, portati al mare, principalmente dai fiumi e qui depositati. La velocità con la quale essi si accumulano sulle piane abissali è molto bassa: per formare uno strato di appena 1 cm possono essere necessarie diverse migliaia di anni.
I sedimenti biogeni, di origine organica, sono formati da accumuli di conchiglie, gusci, scheletri e resti di alghe calcaree ecc. I più comuni sono i fanghi calcarei, formati principalmente da bicarbonato di calcio, formatisi principalmente da esoscheletri calcarei di organismi unicellulari che vivono in prossimità della superficie (Plancton). 
Oltre i 4500 metri di profondità predominano i fanghi silicei, formati da resti di organismi unicellulari  con esoscheletro formato prevalentemente da silicio.
I sedimenti pelagici, di origine chimica, sono costituiti da minerali che si formano direttamente nell'acqua marina. Un esempio di questi sedimenti sono i noduli polimetallici, ricchi di ferro, ma che contengono anche sodio, stronzio, rame, cadmio, cobalto, nichel e altri.